# Черрі-Гроув (Вашингтон)
Черрі-Гроув (англ. Cherry Grove) — переписна місцевість (CDP) в США, в окрузі Кларк штату Вашингтон. Населення — 588 осіб (2020).

## Географія
Черрі-Гроув розташоване за координатами 45°48′7″ пн. ш. 122°34′35″ зх. д. / 45.80194° пн. ш. 122.57639° зх. д. (45.801851, -122.576262).  За даними Бюро перепису населення США в 2010 році переписна місцевість мала площу 6,31 км², уся площа — суходіл.

## Демографія
Згідно з переписом 2010 року, у переписній місцевості мешкало 546 осіб у 175 домогосподарствах у складі 145 родин. Густота населення становила 86 осіб/км².  Було 189 помешкань (30/км²).
Расовий склад населення:
| - 94,0 % — білих - 1,3 % — корінних американців - 0,5 % — азіатів - 1,3 % — осіб інших рас |

До двох чи більше рас належало 2,9 %. Частка іспаномовних становила 3,5 % від усіх жителів.
За віковим діапазоном населення розподілялося таким чином: 27,5 % — особи молодші 18 років, 60,0 % — особи у віці 18—64 років, 12,5 % — особи у віці 65 років та старші. Медіана віку мешканця становила 41,5 року. На 100 осіб жіночої статі у переписній місцевості припадало 107,6 чоловіків;  на 100 жінок у віці від 18 років та старших — 102,0 чоловіків також старших 18 років.
Середній дохід на одне домашнє господарство  становив 101 392 долари США (медіана — 113 750), а середній дохід на одну сім'ю — 112 393 долари (медіана — 123 555). За межею бідності перебувало 1,2 % осіб, у тому числі 0,0 % дітей у віці до 18 років та 6,9 % осіб у віці 65 років та старших.
Цивільне працевлаштоване населення становило 309 осіб. Основні галузі зайнятості: роздрібна торгівля — 43,4 %, освіта, охорона здоров'я та соціальна допомога — 22,0 %, транспорт — 14,2 %, мистецтво, розваги та відпочинок — 10,4 %.